# BMW Masters
O BMW Masters é um torneio de golfe disputado anualmente no Lake Malaren Golf Club, em Luodian, no Xangai, China. A primeira edição do torneio foi realizada em 2011, chamada de Lake Malaren Shanghai Masters, e foi vencida pelo norte-irlandês Rory McIlroy no playoff contra o norte-americano Anthony Kim. Faz parte do circuito Europeu desde 2012.

## Vencedores
| Ano                                                                   | Campeão                   | País             | Placar      | Par         | Margem de Vitória | Vice-campeão(ões)                   |
| BMW Masters                                                           | BMW Masters               | BMW Masters      | BMW Masters | BMW Masters | BMW Masters       | BMW Masters                         |
| --------------------------------------------------------------------- | ------------------------- | ---------------- | ----------- | ----------- | ----------------- | ----------------------------------- |
| 2015                                                                  | Kristoffer Broberg        | Suécia           | 271         | −17         | Playoff           | Patrick Reed                        |
| 2014                                                                  | Marcel Siem               | Alemanha         | 272         | −16         | Playoff           | Ross Fisher Alexander Lévy          |
| 2013                                                                  | Gonzalo Fernández-Castaño | Espanha          | 277         | −11         | 1 tacada          | Francesco Molinari Thongchai Jaidee |
| 2012                                                                  | Peter Hanson              | Suécia           | 267         | −21         | 1 tacada          | Rory McIlroy                        |
| Lake Malaren Shanghai Masters (competição do circuito não sancionada) |                           |                  |             |             |                   |                                     |
| 2011                                                                  | Rory McIlroy              | Irlanda do Norte | 270         | −18         | Playoff           | Anthony Kim                         |